# Strategia leksykograficzna
Strategia leksykograficzna (ang. lexicographic strategy) – strategia wyboru polegająca na porównaniu wszystkich alternatyw ze względu na najważniejszą cechę i wyborze tej alternatywy, która jest najlepsza ze względu na tę cechę. Jeżeli ze względu na najważniejszą cechę równie atrakcyjnych jest więcej alternatyw, wówczas porównuje się je ze względu na drugą w kolejności ważności cechę itd., aż do znalezienia takiej cechy, przy której pozostaje już tylko jedna, najlepsza alternatywa.
Jest to jedna ze strategii wyboru między produktami (strategia przewagi pozytywnych cech, strategia koniunkcyjna, strategia alternatywna, strategia dominacji i pseudodominacji oraz strategia maksymalizacji addytywnej użyteczności MAU).